# Brassiodendron
Brassiodendron es un género monotípico de plantas con flores perteneciente a la familia Lauraceae. Su única especie, Brassiodendron fragrans C.K.Allen, es originaria de Papúa Nueva Guinea. El género fue descrito por Caroline Kathryn Allen y publicado en Journal of the Arnold Arboretum  23(2): 153-154, en el año 1942.
Algunos autores lo consideran una sinonimia del género Endiandra R.Br.